# الدكوكة (سيدي الحاج العربي)
الدكوكة هو دُوَّار يقع بجماعة بير الطالب، إقليم سيدي قاسم، جهة الرباط سلا القنيطرة في المملكة المغربية. ينتمي الدوّار لمشيخة سيدي الحاج العربي التي تضم 12 دوار. يقدر عدد سكانه بـ 218 نسمة حسب الإحصاء الرسمي للسكان والسكنى لسنة 2004.

## روابط خارجية
- البوابة الوطنية للجماعات الترابية
- المندوبية السامية للتخطيط